# What About Now
«What About Now» — седьмой сингл c дебютного альбома американской рок-группы Daughtry. Авторами песни стали бывшие участники группы Evanescence Бен Муди и Дэвид Ходжес, а также Джош Харцлер (муж Эми Ли, вокалистки Evanescence). Релиз сингла в США состоялся 1 июля 2008 года.

## Позиции в чартах
Изданная в рамках благотворительной программы Idol Gives Back, акустическая версия «What About Now» получила распространение через iTunes Music Store и дебютировала на 8 позиции Hot Digital Songs чартов Биллборда, одновременно в Billboard Hot 100 композиция поднялась до 18 строчки, что сделало «What About Now» лучшим дебютом группы в «Горячей сотне» и четвёртой песней Daughtry достигшей Top 20. В Канаде композиция открыла местные чарты на 17 позиции и стала пятой песней группы, побывавшей в двадцатке Canadian Hot 100. Впрочем официальный релиз сингла состоялся в июле 2008 года — почти через два месяца после первого появления в хит-парадах. В августе композиция достигла 3 строчки в списках Hot Adult Top 40 Tracks и Hot Adult Contemporary Tracks чартов Биллборда. «What About Now» также вошла в первую двадцатку хит-парада радио Mainstream, поднявшись до 19 позиции в октябре 2008 года.
В Соединённом Королевстве песня дебютировала на 79 позиции национального хит-парада в мае 2009 года, затем покинула Top 100, но в конце августа вернулась в чарты, достигнув 43 места. В октябре 2009 года сингл вновь вернулся в UK Singles Chart, и в этот раз добрался до 11 строчки, что стало его лучшим результатом. Одновременно композиция поднялась до 30 места в ирландском хит-параде.
| Чарт (2008)                                  | Высшая позиция в чарте |
| -------------------------------------------- | ---------------------- |
| Canadian Hot 100                             | 17                     |
| U.S. Billboard Hot 100                       | 18                     |
| U.S. Billboard Pop 100                       | 21                     |
| U.S. Billboard Hot Adult Top 40 Tracks       | 3                      |
| U.S. Billboard Hot Adult Contemporary Tracks | 3                      |
| Чарт (2009)                                  | Высшая позиция в чарте |
| Irish Singles Chart                          | 30                     |
| UK Singles Chart                             | 11                     |

## Версия Westlife
Песня «What About Now» также была записана ирландской поп-группой Westlife и вышла 25 октября 2009 года в качестве единственного сингла с альбома «Where We Are». В Великобритании запись разошлась тиражом более 270 000 экземпляров и обеспечила себе серебряный статус.
Первое живое выступление группы с песней «What About Now» состоялось на телешоу The X Factor 25 октября 2009 года. На следующий состоялось выступление на GMTV, а 30 октября ирландские музыканты приняли участие в британском The One Show на канале BBC. Одновременно композиция получила активную ротацию на британских и ирландских радиостанциях.
Марк Фихили о «What About Now»: «Мы хотели, чтобы первый сингл с нового альбома, был где-то между классическим звучанием Westlife, которое наши поклонники знают и любят, и тем новым направлением на которое мы нацелены. Эта запись для нас являлась в некоторой степени экспериментом. После 11 лет мы рассматриваем это как второй этап истории Westlife». Киан Иган солидарен со своим партнёром по группе: «Удивительно, что после 11 альбомов мы все ещё можем делать вещи, которые мы ещё не делали раньше, или устанавливать новые рекорды для себя. Песня „What About Now“ определённо что-то изменила. Такие записи, возможно, не продаются миллионными тиражами, но я был на YouTube вчера и видел, что у видеоклипа почти два миллиона просмотров или что-то около этого. (…) Я думаю, это показывает, что то, чем мы занимаемся все ещё способно цеплять, привлекая новых слушателей».

### Список композиций
1. «What About Now» — 4:11
2. «You Raise Me Up» (Live at Croke Park) — 5:00

### Позиция в чартах
| Чарт                     | Высшая позиция в чарте |
| ------------------------ | ---------------------- |
| European Hot 100 Singles | 7                      |
| Irish Singles Chart      | 2                      |
| Swedish Singles Chart    | 13                     |
| UK Singles Chart         | 2                      |

### Итоговые годовые чарты
| Чарт (2009)      | Позиция |
| ---------------- | ------- |
| UK Singles Chart | 85      |